# Malba Tahan

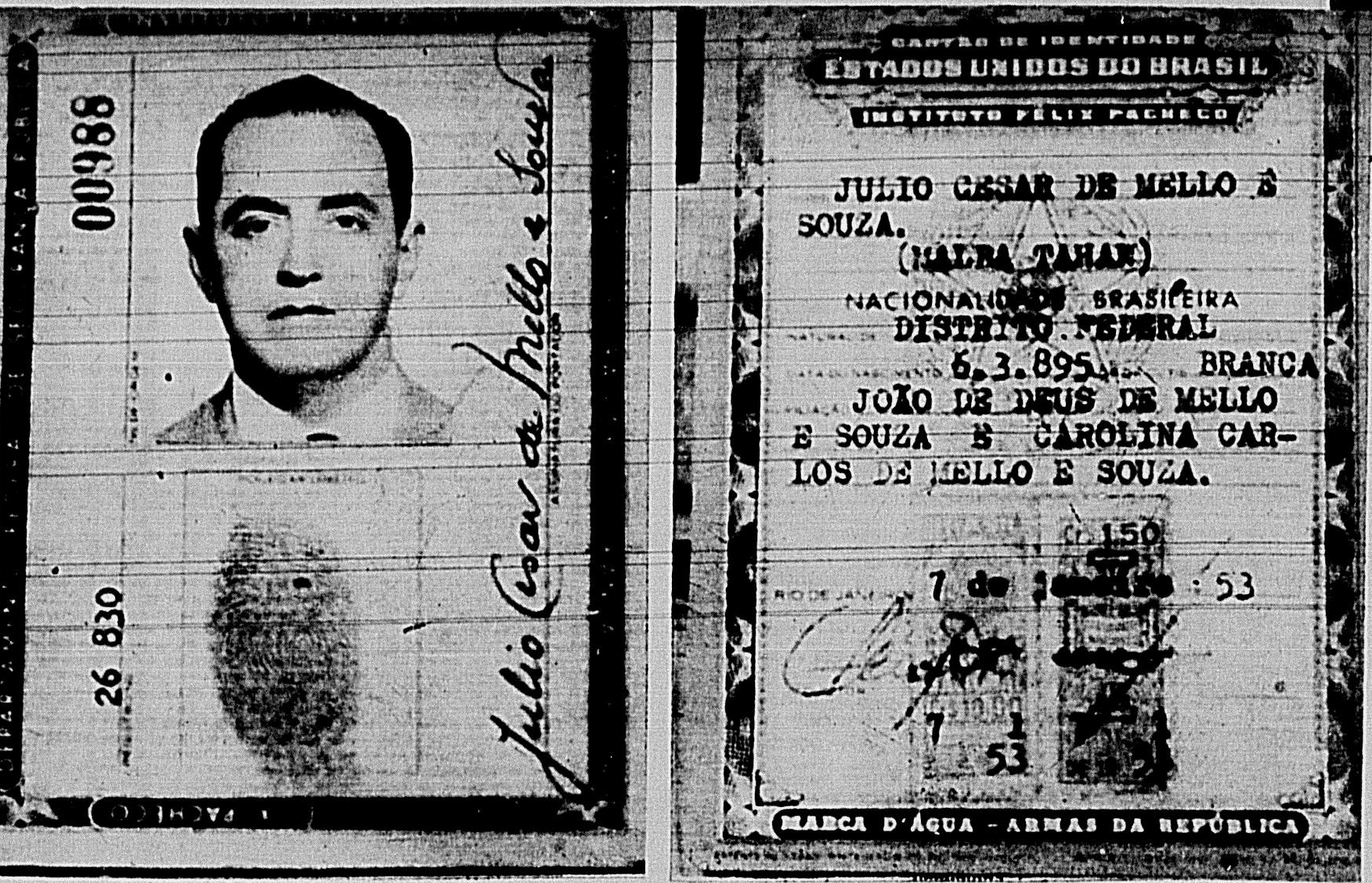
Carteira de identidade emitida em 1953 com o pseudônimo

Ali Iezid Izz-Edim ibn Salim Hank Malba Tahan, ou simplesmente Malba Tahan (crente de Alá e de seu santo profeta Maomé), é o pseudônimo do escritor brasileiro Júlio César de Melo e Sousa.
Quando Júlio César de Melo e Sousa criou o pseudônimo Malba Tahan, não queria apenas criar um pseudônimo, mas fazer com que ele parecesse real, como se houvesse realmente existido uma pessoa com esse nome, uma mistificação literária. Passou então a estudar a cultura e a língua árabes durante 7 anos (1918-1925), para que pudesse inventar a biografia de Malba Tahan e para que seus contos árabes fossem convincentes em termos de estilo, linguagem e ambientação.
O primeiro livro escrito como Malba Tahan, Contos de Malba Tahan, logo na primeira página, aparece a ilustração de um árabe (de turbante e longas barbas brancas) escrevendo.
Assim, durante muitos anos o público acreditou que Malba Tahan fosse esse árabe de longas barbas brancas e turbante. Julio Cesar e Malba Tahan passaram a ser então duas pessoas diferentes, havendo aí uma fusão entre o real e o fictício.
Em fevereiro de 1953, Felisbello Beletti, então diretor do Instituto de Identificação Félix Pacheco, emitiu portaria permitindo a inclusão nas carteiras de Identidade de pseudônimos de natureza literária, artística, jornalística, eclesiástica ou comercial. Júlio César foi uma das primeiras personalidades a aderir ao modelo. Em 1958, ele reconheceu o Instituto como uma exceção à Administração Pública por lhe reconhecer o o direito de uso do nome Malba Tahan.

## Biografia

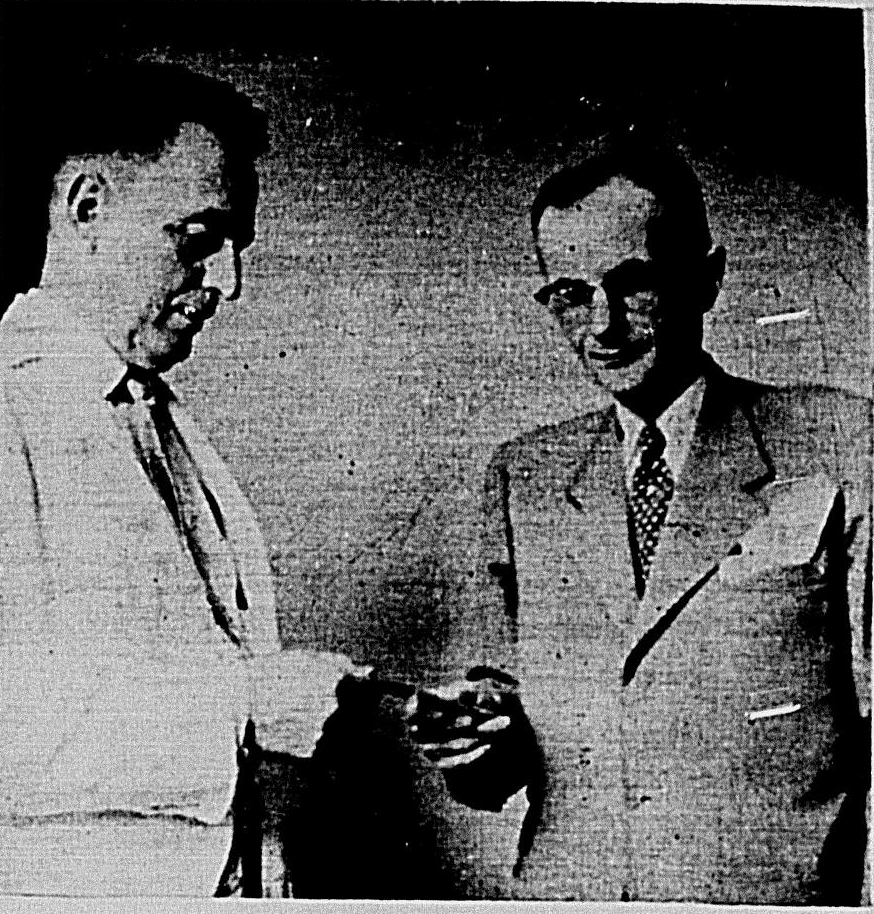
Julio Cesar de Mello e Souza (à direita) recebe sua nova carteira de identidade emitida com o pseudônimo Malba Tahan em 1953

Malba Tahan (crente de Allah e de seu santo profeta Maomé) é um “famoso escritor árabe”, que nasceu na Península Arábica, em uma aldeia conhecida como Muzalit, próxima do centro islâmico dos muçulmanos, a cidade de Meca, em 6 de maio de 1885.
Ainda muito jovem, ele foi convidado pelo emir Abd el-Azziz ben Ibrahim a ocupar o posto de queimaçã, ou seja, prefeito, de Deir el-Medina, município da Arábia. Exerceu seu cargo, ou melhor, suas funções administrativas com inteligência e habilidade. Conseguiu também poupar incidentes entre peregrinos e autoridades locais e buscou dar amparo aos estrangeiros que visitavam os lugares sagrados do Islã.
Malba seguiu seus estudos por Cairo (Egito) e Istambul (Turquia) até receber uma vultosa herança de seu pai e resolver viajar pelo mundo, passando pela China, Japão, Rússia e Índia, onde teria observado e aprendido os costumes e lendas desses povos. Teria estado, por um tempo, vivendo no Brasil.Em 1921 na Arábia Central, lutou pela liberdade de uma minoria da região da Arábia Central.
Seus livros teriam sido escritos originalmente em árabe e traduzidos para o português pelo também fictício Professor Breno Alencar Bianco (outro pseudônimo de Júlio César de Melo e Sousa).

## O personagem
Julio César criou o “famoso escritor árabe” Malba Tahan por acreditar que um escritor brasileiro não chamaria atenção escrevendo contos árabes. Para dar mais verossimilhança à história criou também um tradutor para os livros, o professor Breno Alencar Bianco.
Malba Tahan significa “O Moleiro de Malba”, sendo Malba a denominação de um povoado ao sul da Arábia, e “Tahan” significa moleiro, aquele que prepara o trigo. A palavra Tahan foi tirada do sobrenome de uma de suas alunas (Maria Zachsuk Tahan).
Em entrevista concedida a Silveira Peixoto e a Monteiro Lobato e descrita no Terceiro Volume da obra “Falam os Escritores” em 1941, Mello e Souza narra o nascimento de Malba Tahan:
| “ | “O caminho, então, seria tratar de escrever com um pseudônimo estrangeiro. Pensei mais sobre o caso. Qual o pseudônimo a adotar? Deveria ser um que tivesse todo cunho de realidade. Americano? Mas não. Queria um pseudônimo que se conformasse bem com o caráter dos trabalhos que pretendia escrever... Seria um árabe. - Por quê? - O árabe é homem que faz poesia a propósito de tudo. Suas atitudes sempre são romanescas. Não compreende a vida sem a poesia. Mas o pseudônimo não deveria ser nem masculino e nem feminino. Teria de ser sonoro. Teria de dar a necessária impressão de perfeita autenticidade. Na Escola Normal, havia uma aluna com um sobrenome interessante: "Maria Tahan". Simpatizei-me com esse "Tahan". Perguntei-lhe que queria dizer. "Moleiro" - respondeu-me ela. Fui, dias depois, descobrir num mapa da Arábia, o nome de uma cidade - Malba, aldeia perdida na Arábia Pétrea ... - E nasceu Malba Tahan ... - Que, como vê, pode ser traduzido por "moleiro de Malba". Comecei, então, a estudar a civilização árabe. Li Gustave Le Bon, comprei o Alcorão, numa edição comentada, percorri as obras de Almaçudi. Tomei um professor de árabe: o dr. Jean Achar. Tempos depois, quando já havia me enfronhado nas coisas do Oriente, procurei Irineu Marinho, a esse tempo um dos diretores de A Noite. Apresentei-lhe uns trabalhos de Malba Tahan. Disse-lhe que se tratava de um escritor árabe; acentuei que eu apenas havia traduzido alguns de seus trabalhos.” | ” |

### Legados
- Em homenagem a Malba Tahan, o dia de seu nascimento – 6 de maio – foi decretado como o Dia do matemático (ou Dia da matemática) pela Assembleia Legislativa do Rio de Janeiro.[7]
- Malba Tahan é nome de escola no Rio de Janeiro, de uma escola municipal de ensino fundamental em São Paulo/SP e de uma Biblioteca Municipal em São Bernardo do Campo/SP.[7]

#### Obras
Julio Cesar escreveu ao longo de sua vida cerca de 120 livros (sendo 69 de contos e 51 de matemática recreativa, didática da matemática, história da matemática e ficção infantojuvenil), tendo publicado com seu nome verdadeiro ou sob pseudônimo. Os livros assinados apenas como Malba Tahan trazem fábulas e lendas passadas no Oriente, à maneira dos contos de Mil e Uma Noites.
| #  | Ano de Lançamento | Título                                                           | Gênero | Descrição |
| -- | ----------------- | ---------------------------------------------------------------- | --- | --- |
| 01 | 1925              | Contos de Malba Tahan                                            | | - Somente o primeiro volume foi assinado pelo Prof Mello e Souza. A partir do 2o, foi assinado por Malba Tahan - Com esse livro iniciou Malba Tahan a sua carreira literária.                                                             |
| 02 | 1927              | Céu de Allah                                                     | Contos orientais. | Figuram nesse livro, além de vários outros, três contos famosos: “O livro do destino”, “Os três homens iguais” e “O mendigo das moedas de ouro”. Menção honrosa da ABL.                                                                   |
| 03 | 1929              | Amor de Beduíno                                                  | Contos orientais | Prefácio do saudoso Prof. Jean Achar. Capa do professor Chamberland. Os contos foram incluídos em outros livros. É obra muito rara. |
| 04 | 1929              | Lendas do Deserto                                                | Contos orientais | |
| 05 | 1931              | Mil Histórias Sem Fim, vols 1 e 2                                | | |
| 06 | 1933              | Lendas do Céu e da Terra                                         | Lendas cristãs | - Livro aprovado pela igreja católica. - Alguns trechos desse livro já foram citados por ilustres e brilhantes pregadores brasileiros. - Adotado como livro de leitura em muitos colégios religiosos do Brasil.                           |
| 07 | 1933              | Lendas do Oásis                                                  | Contos orientais | |
| 08 | 1935              | Maktub!                                                          | Lendas orientais | Contém uma carta-prefácio do General Turco Khara Ulugberg. |
| 09 | 1935              | Amigos Maravilhosos                                              | Novela infantil | Todos os episódios são ocorridos no interior do Ceará. |
| 10 | 1936              | Alma do Oriente                                                  | Contos orientais | Notas curiosas sobre a vida árabe e os nômades do deserto. |
| 11 |                   | A Pequenina Luz Azul                                             | Conto infanto-juvenil de origem árabe | |
| 12 | 1937              | Novas Lendas do Deserto                                          | Contos orientais | Os contos que figuram neste livro passaram para outros do mesmo autor. |
| 13 | 1938              | O Homem que Calculava: aventuras de um singular calculista persa | Romance | |
| 14 | 1939              | Paca, Tatu...                                                    | Contos infantis | Contém um apêndice no qual figuram sugestões e indicações metodológicas sobre a Arte de Contar Histórias. Foi incluída na parte final a história, “História da Onça que queria acordar cedo”, na qual são estudadas as vozes dos animais. |
| 15 | 1941              | A sombra do Arco-Íris, vols 1, 2 e 3                             | Novela oriental para adolescentes | - Obra em três volumes, com prefácio do autor. - Neste livro estão incluídos 870 poetas brasileiros e mais de 100 poetas estrangeiros. - Figuram no livro os versos mais famosos da língua portuguesa.                                    |
| 16 | 1943              | Lendas do povo de Deus                                           | - Contos yidsches. Preces, lendas, parábolas e alegorias israelitas extraídas do Talmude, da Bíblia, de livros santos e das principais antologias judaicas. - Figuram nessa obra lendas judaicas e algumas parábolas de Jesus. | |
| 17 | 1943              | O Livro de Aladim                                                | Contos orientais | contem várias notas sobre o Islam. |
| 18 |                   | O Rabi, o Cocheiro e os Anjos de Deus                            | Contos idsche, para adolescentes, e adultos | |
| 19 |                   | Os Sonhos do Lenhador                                            | Conto chinês | Como pode um juiz fazer justiça equiparando a realidade ao sonho. |
| 20 | 1947              | O Guia Carajá                                                    | Lenda do sertão do Brasil | |
| 21 | 1947              | O Inferno de Dante (vols 1 e 2)                                  | | Tradução anotada e Comentada sob a forma de narrativa. Com a biografia completa de Dante Alighieri. |
| 22 | 1950              | A Caixa do Futuro                                                | | |
| 23 | 1951              | Lendas do Bom Rabi                                               | Seleção de contos | |
| 24 | 1951              | Minha vida querida                                               | | Precedido do artigo Radia! Radia! (O Poeta das três Recusas) e biografia de Malba Tahan. |
| 25 | 1954              | Aventuras do rei Baribê                                          | Romance oriental infanto-juvenil | Nesse livro foi incluída a famosa lenda sobre a origem da palavra xibolete. |
| 26 | 1954              | Seleções                                                         | Uma seleção dos melhores contos | |
| 27 | 1955              | Meu Anel de Sete Pedras                                          | | Estudos relacionados com o folclore da Matemática. Adivinhas populares. Unidades pitorescas. Problema da Besta do Apocalipse, etc... |
| 28 | 1955              | A Lua                                                            | | Astronomia dos Poetas Brasileiros. Estudo da Lua. Lendas e tradições sobre a Lua. A Lua e os mitos simbolismo da Lua. O folclore e a lua. A Lua e o luar na poética brasileira. Erros, crendices e superstições. A verdade sobre a lua.   |
| 29 | 1955              | Sob o Olhar de Deus                                              | Romance | |
| 30 | 1955              | A Girafa Castigada                                               | Conto infantil inspirado no Evangelho | |
| 31 | 1955              | Al-Karismi                                                       | Assunto: Recreações Matemáticas | |
| 32 | 1955              | Lilavati                                                         | Assunto: Recreações Matemáticas | |
| 33 | 1956              | Mil Histórias sem Fim                                            | | |
| 34 | 1958              | Caixa do futuro                                                  | Novela infantil | Nesse curioso romance aparece um país chamado Brenan, onde tudo é brenan. |
| 35 | 1959              | Novas Lendas Orientais                                           | | Figuram nesse livro, as lendas mais curiosas do Oriente: “A Primeira Rúpia”, “Treze, Sexta Feira”, “Uma Aventura de amor no Reino do Sião”, etc...                                                                                        |
| 36 | 1959              | O Bom Caminho                                                    | Compêndio para educação moral e religiosa | Para o Curso Ginasial. Livro aprovado pela Igreja Católica. |
| 37 | 1962              | Terceiro Motivo                                                  | Conto e lendas orientais | |
| 38 |                   | O Tesouro de Bresa                                               | Conto que vem relembrar a velha Babilônia | |
| 39 | 1967              | A Estrela dos Reis Magnos                                        | | |
| 40 | 1967              | Romance do Filho Pródigo                                         | Romance | baseado na parábola do filho pródigo, que é uma das páginas mais comoventes do Evangelho. |
| 41 | 1967              | Ainda não Doutor                                                 | | |
| 42 | 1969              | Numerologia                                                      | Curiosidades matemáticas | Sete notáveis preceitos sobre o nome. A numerologia e seu segredo. O número da Besta do Apocalipse. Os números do Apocalipse. Como proceder ao estudo numerológico do nome.                                                               |
| 43 | 1970              | Iazul                                                            | Seleção dos mais curiosos e atraentes contos orientais | |
| 44 | 1970              | Salim, o Mágico                                                  | | Novela ocorrida durante o califado El-Walid, de Damasco, na qual, mercê de acontecimentos dramáticos de absoluta singularidade, um crente de Allah atinge o apogeu do prestígio e da gloria ocupando os mais altos cargos da corte.       |
| 45 | 1970              | O Mistério do Mackensista                                        | Estranho caso policial verídico | Trata-se de um livro profundamente humano cuja finalidade é lutar com desassombro por uma causa nobre (reabilitação dos hanseniano). É livro que encerra muitas curiosidades revestidas do mais alto espírito de veracidade.              |
| 46 | 1974              | Belezas e Maravilhas do Céu                                      | | |
| 47 |                   | A História Da Onça Que Queria Acordar Cedo                       | Conto para criança | A sua finalidade precípua é ensinar ao pequenino leitor mais de cem vozes de animais. |